# Miguel López Pumarejo
Miguel López Pumarejo (Honda, 11 de agosto de 1892- Madrid, 6 de febrero de 1976) fue un empresario, académico, diplomático y político colombiano.
López comenzó como empresario, trabajando en la compañía de exportación y comercio familiar, para luego vincularse a la administración en algunos encargos diplomáticos. Académico respetado, López destacó como ilustrado del liberalismo radical, llegando ser rector de la Universidad Libre. También fue presidente de la Cámara de Comercio de Bogotá y representante en Nueva York de la Federación Nacional de Cafeteros.
Fue embajador de Colombia en la India, y de los Estados Unidos, de 1935 a 1939, y luego ministro de Economía Nacional del país entre 1940 y 1941, sirviendo para los gobiernos liberales, entre ellos el de su hermano Alfonso López. Sirvió igualmente como congresista y concejal. Alcanzó el grado 33 de la Gran Logia de Colombia, siendo Gran Maestre entre 1928 y 1931.

## Biografía
Miguel nació en Honda, el 11 de agosto de 1892, en el seno de una familia acomodada de la capital colombiana. López nació allí, ya que la ciudad era el centro de negocios de su padre, y uno de los puertos más importantes del país. Cuando cumplió dos años, su familia se radicó en Bogotá, muriendo su madre prematuramente a los 28 años.
Realizó sus estudios entre Estados Unidos y Suiza, gracias a los negocios de su padre, quien pese a que no era un hombre de educación, era un hombre adinerado que buscaba darle a sus hijos la mejor educación posible, según Alarcón (2022), además de la profunda tristeza que lo embargaba por haber perdido a su esposa siendo tan joven.
Junto a su padre y sus hermanos fundó la compañía Pedro A. López & Cía, una discreta casa comercial que se convirtió en una de las mayores empresas exportadoras del país, gracias al café. La familia también fundó el famoso Banco López, en 1919. Particularmente, López era propietario de la hacienda Timiza, siendo el primer criador de ganado Jersey del país.
López fue uno de los fundadores de la prestigiosa escuela Gimnasio Femenino de Bogotá, y llegó a ser rector de la Universidad Libre, comunidad académica de larga trayectoria masónica (siendo su hermano Eduardo masón grado 33), desde la cual López buscó, según Alarcón (2022), revivir el espíritu progresista del período conocido como Olimpo Radical.

### Embajador en Estados Unidos (1935-1939)

López Pumarejo (centro) con Francisco Castillo Nájera (izquierda) y Diógenes Escalante (derecha) en Washington, años 40.

En 1935 fue nombrado embajador ante los Estados Unidos por el presidente de la época, quien era su hermano Alfonso. Ese mismo año falleció su padre. Por encargo presidencial, López firmó un acuerdo comercial con ese país, donde logró la exención de aranceles del café y el banano colombiano, a cambio de 200 productos estadounidenses sin impuestos.
López permaneció en los Estados Unidos hasta 1939, siendo reemplazado por el abogado Gabriel Turbay, quien fue nombrado por el presidente Eduardo Santos, sucesor en la presidencia de López.

### Otros encargos diplomáticos
En 1942 su hermano regresó al poder y en 1944 fue comisionado por él a que viajara a Estados Unidos en el equipo dirigido por el ministro de hacienda de la época, Carlos Lleras Restrepo, a la conferencia de Bretton Woods de ese año, ya que era el director de la Caja Agraria en ese momento. En esa conferencia se abolió el patrón oro en la moneda internacional.

## Familia
Miguel pertenecía a la prestigiosa familia de comerciantes y empresarios de los López. Sus padres eran el empresario y banquero colombiano Pedro Aquilino López, y su madre la dama de sociedad Rosario Pumarejo Cotés. Sus hermanos eran Eduardo, Alfonso, Sofía, Paulina y Pedro Nel López Pumarejo.
Su segundo hermano, Alfonso, fue un destacado abogado y empresario, quien luego se volcó hacia la político a nombre del Partido Liberal Colombiano, llegando a ser presidente de su país en dos períodos diferentes (1934-1938 y 1942-1945).

## Homenajes y condecoraciones
- Orden del Mérito Juan Pablo Duarte, 1944.